# Бокарев, Виктор Петрович
Ви́ктор Петро́вич Бо́карев (22 октября 1938, Чусовой, РСФСР, СССР — 27 февраля 2015, Жуковский, Московская область) — русский советский скульптор и художник.

## Биография
Родился 22 октября 1938 в городе Чусовом Пермского края. Как и многие одарённые люди, в детстве он пробовал себя во всевозможных видах искусства, состоял в различных кружках и клубах, с ранних лет проявлял интерес к творчеству.
В 1955—1961 гг. учился в Уральском училище прикладных искусств, получил диплом художника—медальера, но, при этом ощутил тягу к работе с крупной формой. После окончания обучения преподавал граверное дело в пединституте г. Нижний Тагил на факультете графики.
В 1962 году Виктор Петрович попал в мастерскую Эрнста Неизвестного, где жил и работал с ним более двух лет. В этот период Бокаревым было отлито несколько работ Э. Неизвестного, которые были показаны на скандальной выставке в Манеже. Позже переехал в г. Челябинск, где руководил скульптурным кружком в ДК, работал на Челябинском творческо-производственном комбинате Художественного фонда РСФСР.
На 2-м Съезде Союза художников СССР в 1963 г. искусствовед Б. Павловский во всеуслышание объявил Бокарева «агентом и проводником вражеских загнивающих буржуазных течений». После этого скульптор был освобождён от руководства студией.
В результате по указанию председателя Союза Художников В. Лаптева была разорена, практически уничтожена мастерская скульптора, «изломали часть его скульптурных произведений, а остальное погрузили „навалом“ в грузовик и вывезли на пустырь городского парка».
В 1964 г. в защиту Бокарева выступили Б. Полевой и А. Твардовский. До начала 70-х годов на правах изгоя работал в г. Челябинске. Вместо арестованных работ он создавал новые. Его изгоняли из подвала, где он лепил, он рисовал карандашом, лепил из пластилина. А тем временем его близкие друзья подыскивали ему новые подвалы. И опять оживала глина. И чем больше теснили, тем больше творил. За свою жизнь Бокарев поменял восемнадцать мастерских. Пройдя сложную жизнь, сохранил самобытность и уникальный собственный стиль, а также глубину и масштаб творческих тем и замыслов.
В 1971 г. переехал в Москву, где было больше возможностей для творческой реализации. В 1973 году был приглашён в г. Жуковский для выполнения заказа на создание памятника. В дальнейшем этот город стал новым домом для скульптора, там он осуществил ряд монументальных проектов, получил место под мастерскую и оставался жителем этого города до конца своей жизни.
В 1981 году выполнил надгробие летчикам Юмашевым на Новодевичьем кладбище.
В 1986 году вступил в Союз художников СССР, рекомендацию получил от руководителей Союза : В. Е. Цигаля, Ю. Л. Чернова и Т. T. Салахова и народных художников СССР: Б. И. Дюжева и М. В. Куприянова. Участвовал в монументальном развитии городов Жуковский и Раменское. С 90-х годов работал с сыном Бокаревым Денисом, основал частную художественную галерею «Арт-Прим».
Ушёл из жизни 27 февраля 2015 года, оставив огромное творческое наследие: созданы сотни работ, установлены монументы в России, США, Болгарии, Италии и других странах. Работы Бокарева находятся в частных коллекциях по всему миру. Среди работ — скульптурные композиции «Лента Мебиуса», «Волейбол», «Удел завоевателей», «Хлеб», «Перехватчик», «Паганини», «Рабкор Быков», выполнил эскизы установленных памятников погибшим воинам в Кыштыме, селах Кунашак и Купринка (Болгария), скульптурная композиция «Подвиг» в Челябинске и мемориальные комплексы-композиции на городском кладбище городе Жуковский.
Похоронен на Быковском кладбище в Жуковском.
Сын — Денис Бокарев, скульптор, внучка — София

## Галерея

В. Бокарев. Композиция Женщина с голубем на Быковском кладбище
Семейное захоронение Юмашевых на Новодевичьем кладбище
Захоронение Виктора Бокарева